# Shūkan Morning
Shūkan Morning (週刊モーニング, Shuukan Moningu?, lit. Morning Semanal) es una revista de manga semanal con demografía seinen publicado por la editorial japonesa Kōdansha desde 1982. Comenzó llamándose Morning Comic. La publicación se dirige principalmente a adolescentes y adultos jóvenes. Forma parte de la línea de revistas de Kōdansha 1-day junto con las revistas Afternoon y Evening.

## Artistas y títulos serializados en Morning
- - What's Michael?
- Gō Nagai
  - Devilman Lady
- Norifusa Mita
  - Dragon Zakura
- Shuho Sato
  - Say Hello to Black Jack
- Masashi Tanaka
  - Gon
- Kenji Tsuruta
  - Spirit of Wonder (también serializado mensualmente en Afternoon)
- Makoto Yukimura
  - Planetes
- Fuyumi Soryo
  - Cesare
- Konami Kanata
  - Chi's Sweet Home
- Tsubasa Nunoura
  - Shibao
- Fumi Yoshinaga
  - Kinō Nani Tabeta?
- Moyoco Anno
  - Hataraki Man
- Tashima Takashi
  - Tokujo Kabachi!!
- Naoki Urasawa
  - Billy Bat
- Kosuke Fujishima
  - Taiho Shichauzo (también fue serializado mensualmente en Morning: Especial party)

- Datos: Q81081